# Frikorps Danmark I-III
Frikorps Danmark I-III er en dansk propagandafilm fra 1942 med ukendt instruktør.

## Handling
En hvervefilm for Frikorps Danmark præsenteret af Landskontoret for Folkeoplysning - 'Et historisk dokument optaget på foranledning af korpsets kommandør, Obersturmbannführer Chr. Fr. von Schalburg'. Man følger frikorpset fra hvervekontoret i København til uddannelsen i Tyskland: hverdagssysler, tandlægebesøg, under træning, manøvre, de forskellige korps (pionerer, efterretningskorps), så til fronten, voldsomme kampscener og lig i grøfter, og så hjem til modtagelsen i København via Gedser-Rostock. Fritz Clausen taler, korpset marcherer gennem byen, og så af sted til fronten igen.